# Dèdal
|  | Per a altres significats, vegeu «Dèdal de Bitínia». |

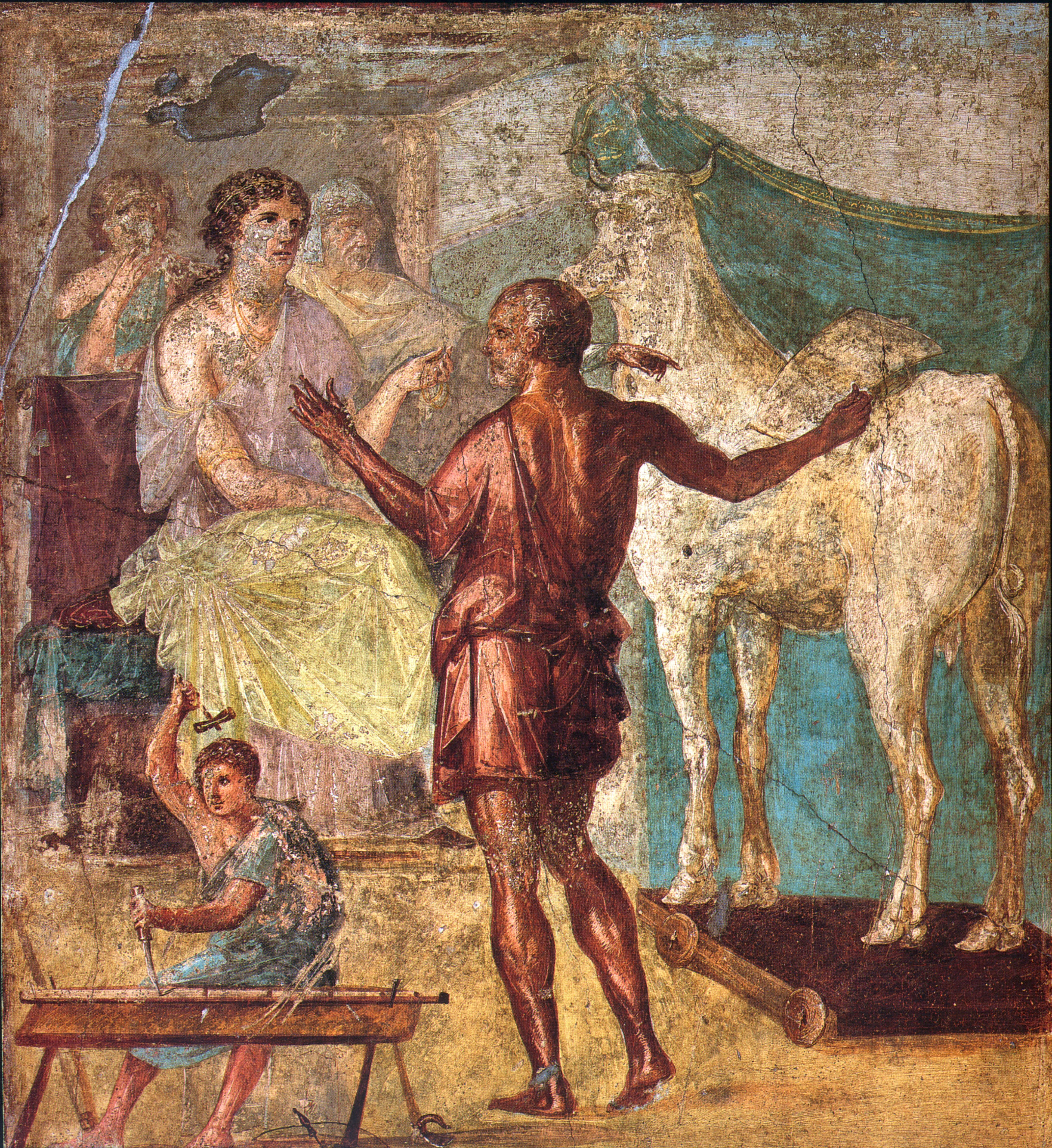
Dèdal i Pasífae. Fresc romà a la casa dels Vettii, Pompeia, segle I dC

En la mitologia grega, Dèdal (en grec Δαίδαλος, Daidalos) era un arquitecte i artesà molt hàbil, famós per haver construït el laberint de Creta. Dèdal va tenir dos fills: Ícar i Jàpige.

## El mite
Dèdal va construir una àmplia pista de ball per a Ariadna (Ilíada, XVIII, 591) i més tard va construir un laberint en el qual estava tancat el Minotaure i del qual va escapar Teseu gràcies al consell d'usar un fil que li va donar Ariadna.
El laberint era un edifici amb incomptables passadissos i carrers sinuosos obrint-se els uns als altres, semblava no tenir principi ni final. Dèdal el va construir per al rei Minos, però després d'això va perdre el favor del rei i va ser tancat amb el seu fill Ícar en una torre. El rei Minos volia el laberint per a tancar-hi el Minotaure, fill de la seva esposa Pasífae. Posidó havia maleït Pasífae i Dèdal li va construir una vaca de fusta perquè pogués apariar-se amb un toro.
Dèdal va aconseguir escapar de la seva presó, però no podia abandonar l'illa per mar, ja que el rei mantenia una estreta vigilància sobre tots els velers i no permetia que cap navegués sense ser curosament registrat. Ja que Minos controlava la terra i el mar, Dèdal es va posar a treballar per fabricar ales per a ell i el seu jove fill Ícar. Va enllaçar plomes entre si començant per les més petites i afegint-n'hi unes altres cada vegada més llargues, per formar així una superfície major. Va assegurar-ne les més grans amb fil i les més petites amb cera, i li va donar al conjunt la suau curvatura de les ales d'un ocell.
Quan per fi va acabar el treball, Dèdal va batre les seves ales i es va trobar pujant i suspès en l'aire. Va equipar llavors el seu fill de la mateixa manera i li va ensenyar com volar. Quan ambdós van estar preparats per volar, Dèdal va advertir Ícar que no volés massa alt perquè la calor del sol fondria la cera, ni massa baix perquè l'escuma del mar mullaria les ales i no podria volar. Llavors pare i fill van començar a volar.
Van passar Samos, Delos i Lebintos, i llavors el noi va començar a ascendir com si volgués arribar al paradís. L'ardent sol va ablanir la cera que mantenia unides les plomes i aquestes es van desenganxar. Ícar va agitar els braços, però no quedaven suficients plomes per a sostenir-lo en l'aire i va caure al mar. El seu pare el va plorar, lamentant-se amargament de les seves arts. Va anomenar la terra propera al lloc del mar on Ícar havia caigut Icària en memòria seva. Dèdal va arribar sa a Sicília sota la cura del rei Còcal, on va construir un temple a Apol·lo en el qual va penjar les seves ales com a ofrena al déu.
Mentrestant, Minos buscava Dèdal de ciutat en ciutat, proposant una endevinalla: oferia una cargola espiral i demanava que fos enfilada completament. Quan va arribar a Kamikos, el rei Còcal, sabent que Dèdal seria capaç de resoldre l'endevinalla, va buscar l'ancià. Aquest va lligar un fil a una formiga que va recórrer tot l'interior de la conquilla, enfilant-la completament. Minos va saber llavors que Dèdal estava en la cort del rei Còcal i va exigir que li fos lliurat. Còcal va aconseguir convèncer-lo perquè prengués primer un bany. Llavors les seves pròpies filles van matar Minos cremant-lo amb aigua bullent.
Dèdal estava tan orgullós dels seus invents i troballes que no podia suportar la idea de tenir un rival. La seva germana havia deixat el seu fill Pèrdix al seu càrrec perquè aprengués les arts mecàniques. El noi era un alumne capaç i va donar sorprenents mostres d'enginy. Caminant per la platja va trobar una espina de peix. Imitant-la, va prendre un tros de ferro i el va tallar per la vora, inventant així la serra. Va unir dos trossos de ferro per un extrem amb una rebladura i va afilar els extrems oposats, fent així un compàs. Dèdal tenia tanta enveja dels invents del seu nebot que un dia, mentre estaven junts a la part alta del temple d'Atenea a l'Acròpoli, va aprofitar l'oportunitat i el va empènyer. Però la dea Atenea, que afavoreix l'enginy, el va veure caure i va canviar el seu destí transformant-lo en un ocell batejat amb el seu nom, perdiu. Aquest ocell no fa el seu niu en els arbres ni vola alt, sinó que nia en les tanques i evita els llocs elevats, conscient de la seva caiguda. Per aquest crim Dèdal va ser jutjat i exiliat.

## Pervivència
Dèdal va donar el seu nom epònimament a qualsevol artesà i a molts artefactes grecs que representaven hàbils tècniques. A Platea (Beòcia) hi havia un festival, la Petita Dedàlia, en la qual s'enderrocava un roure amb la fusta del qual es tallava una imatge que es vestia amb robes nupcials i que es duia en un carro estirat per bous amb una dona que feia de núvia, fins al riu Asop. La figura s'anomenava Daedale i l'arcaic ritual s'explicava amb un mite: Hera havia abandonat empipada Zeus i aquest, per aconseguir que tornés, va anunciar que anava a casar-se i va vestir un ninot per imitar una núvia. Hera es va unir a la processó de les noces, va esquinçar el vel de la falsa núvia i, en descobrir l'ardit, es va reconciliar amb el seu marit. Les imatges es guardaven després de cada festa, i cada seixanta anys un gran nombre d'elles es duien en processó al cim de la muntanya Citeró, on es construïa un altar de fusta i es cremaven juntament amb animals i el mateix altar.
En honor del personatge, Joyce va anomenar Stephen Dedalus el protagonista de Retrat de l'artista adolescent, ja que és una persona que es busca a si mateixa (com en un laberint). Per la seva forma retorçada, uns corrals a prop d'Egipte van ser batejats amb el seu nom i el Project Daedalus també feia referència al laberint de l'espai.